# Makhado Local Municipality
Makhado (englisch Makhado Local Municipality) ist eine Lokalgemeinde im Distrikt Vhembe der südafrikanischen Provinz Limpopo. Der Verwaltungssitz befindet sich in Louis Trichardt. 2016 wurden Teile der Gemeinde der neugebildeten Lokalgemeinde Collins Chabane zugeordnet. Ntavhanyeni Samuel Munyai ist der Bürgermeister.

## Städte und Orte
| - Bungeni - Chavani - Dzanani - Elim - Ha-Mashau - Ha-Rabali - HaDavhana - HaMashamba - HaNesengani - Hlanganani | - KaBungeni - KaMajosi - Khomanani - Kutama - Louis Trichardt (Makhado) - Maila - Mandiwana - Masakona - Matanda - Mauluma | - Mpheni - Mugivhi - Nkhensani - Olifantshoek - Phadzima - Shirley - Sinthumule - Themba Luvhilo - Tiyani - Tshakhuma | - Tshikuwi - Tshimbupfe - Tshituni B - Tsianda - Valdezia - Vleifontein - Vyeboom - Waterval |